# Твердотельное реле

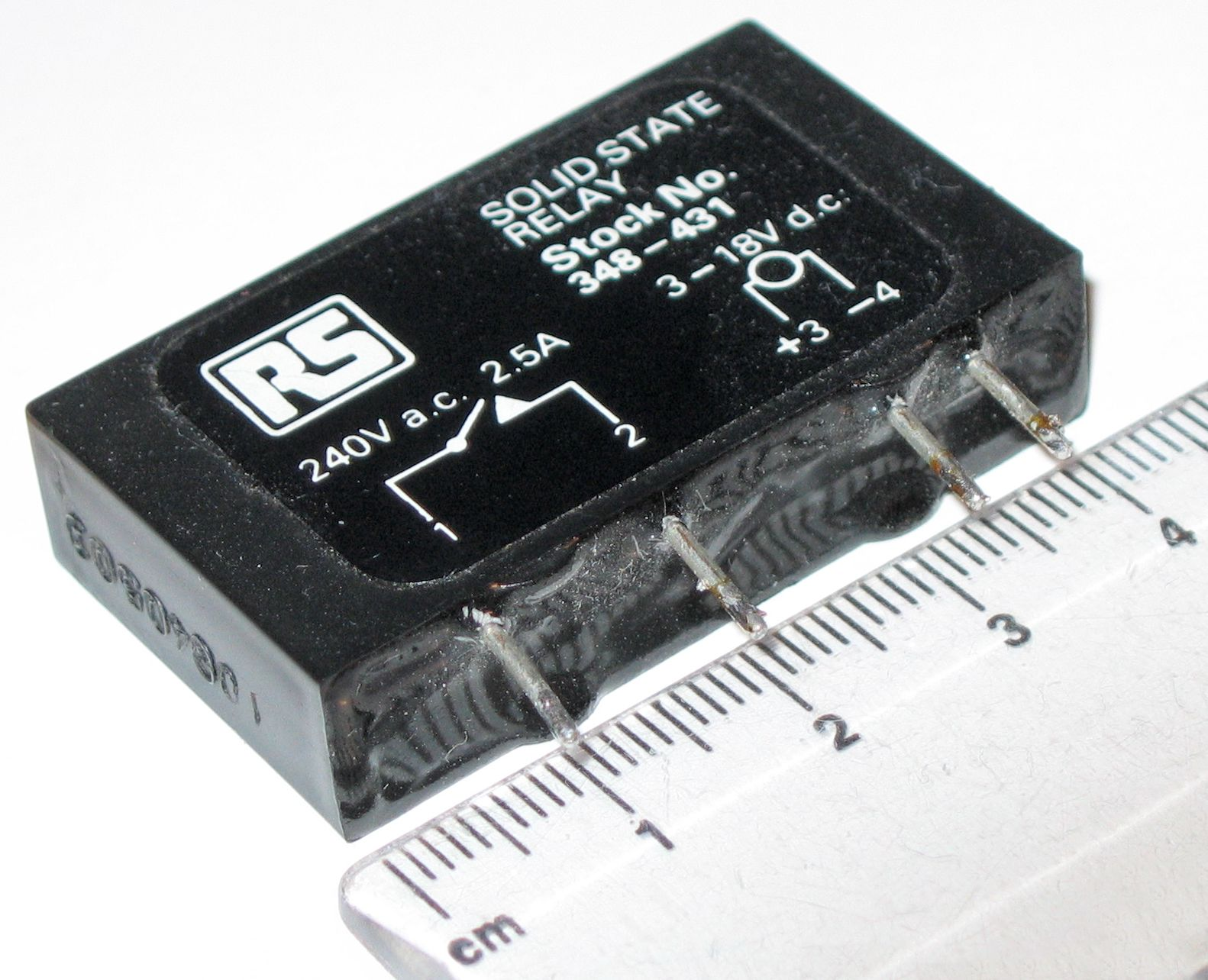
Твердотельное реле

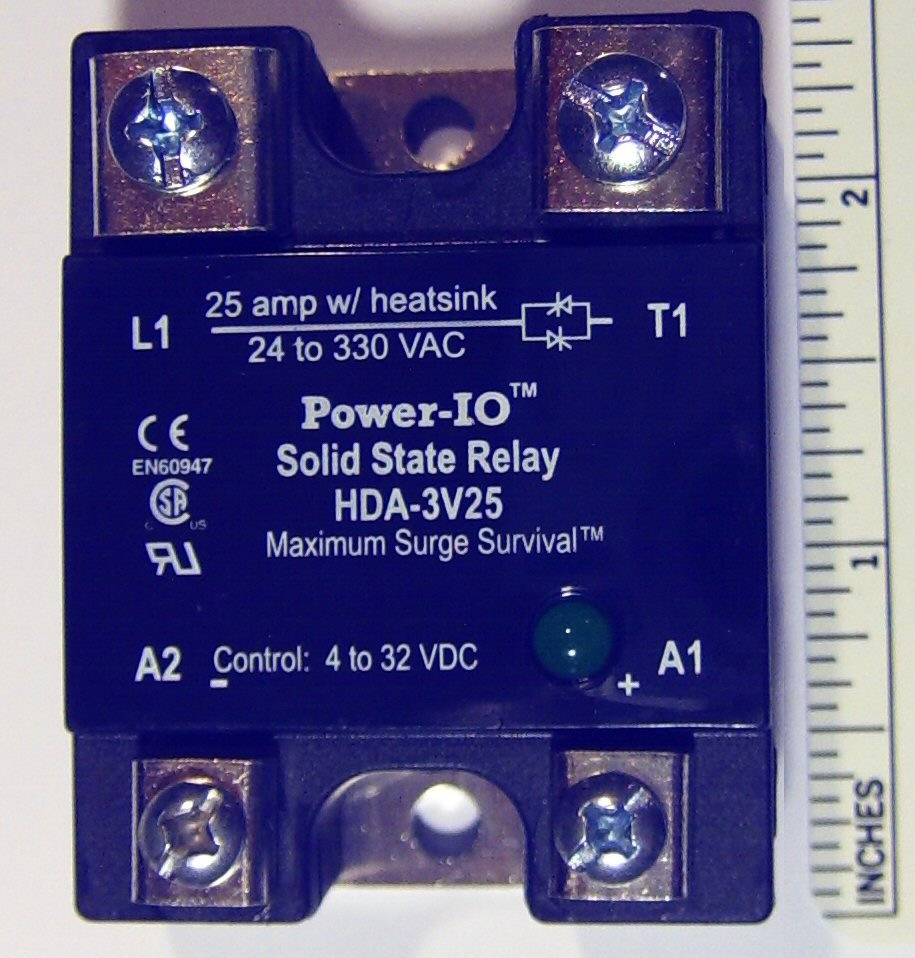

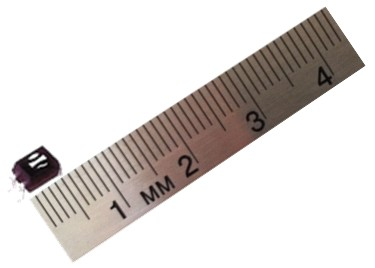
Миниатюрное твердотельное реле

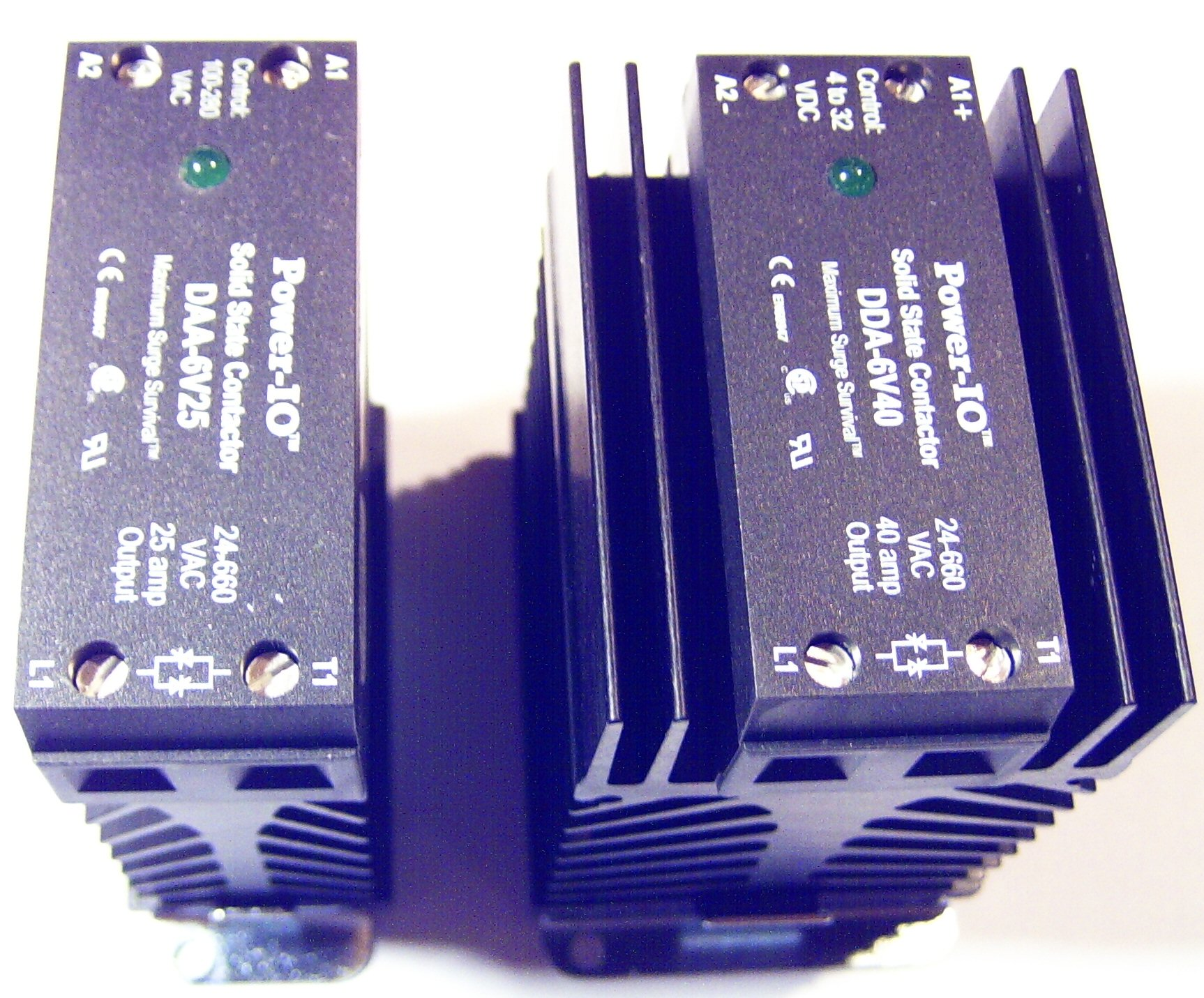
Твердотельный замыкатель

Твердоте́льное реле́ (ТТР) — электронное устройство, являющееся типом реле без механических движущихся частей, служащее для включения и выключения высокомощностной цепи с помощью низких напряжений, подаваемых на клеммы управления. ТТР содержит датчик, который реагирует на вход (управляющий сигнал) и твердотельную электронику, включающую высокомощностную цепь. Этот тип реле может использоваться в сетях постоянного и переменного тока. Устройство применяется для тех же функций, что и обычное электромагнитное (электромеханическое) реле, но не содержит движущихся частей.
Серийные твердотельные реле используют технологии полупроводниковых устройств, таких как тиристоры и транзисторы, чтобы переключать токи до сотен ампер. ТТР имеют более высокую скорость переключения, чем электромеханические реле и имеют полную гальваническую развязку. Твердотельные реле менее приспособлены к выдерживанию кратковременных перегрузок (превышению предельно допустимых токов и напряжений), чем их электромеханические аналоги, и имеют чуть большее сопротивление в замкнутом состоянии.

## Принцип действия
Управляющий сигнал взаимодействует с управляемым путём создания гальванической развязки, в большинстве моделей ТТР — с помощью оптрона. Управляющее напряжение питает светодиод, который освещает фотодиод, ток на котором включает тиристор или МОП, чтобы управлять нагрузкой. Возможно также применение специализированных оптоэлектронных приборов: фототиристоров и оптотиристоров.

## Характеристики
ТТР классифицируются по нескольким параметрам, таким как входное напряжение, ток, выходное напряжение, тип тока, падение напряжения, условия эксплуатации.

## Преимущества перед электромеханическими реле
- Меньшие размеры
- Полная бесшумность работы
- Большая скорость переключения
- Более длительный срок службы из-за отсутствия механического и электрического износа
- Выходное сопротивление не меняется во время всего срока службы (контакты не окисляются)
- Отсутствие скачка напряжения изза явления самоиндукции при переключении
- Отсутствие искры, что позволяет использовать устройство на взрыво- и пожароопасных объектах
- Меньшая чувствительность к внешним условиям, например, вибрациям, магнитным полям, влажности и запылённости воздуха

## Недостатки
- Вследствие отсутствия механических контактов:
  - В замкнутом состоянии нагревается за счёт сопротивления p-n-перехода, и достаточно мощные реле требуют охлаждения
  - В разомкнутом состоянии имеет большое, но не бесконечное сопротивление, а также обратный ток утечки (микроамперы)
  - Вольт-амперная характеристика контакта весьма нелинейная
  - Некоторые типы требуют соблюдения полярности выходных цепей (рассчитаны на коммутацию только постоянного тока)
  - При выходе из строя имеют тенденцию закорачивать выходные контакты вследствие пробоя силового ключа, тогда как обычные реле чаще всего остаются разомкнутыми
- Требуют принятия мер против ложных срабатываний из-за скачков напряжения (из-за очень высокой скорости срабатывания)
- Не сразу способны пропустить ток в обратном направлении из-за наличия полупроводников в схеме[прояснить]